# Upstart
En informàtica, Upstart és un reemplaçament basat en esdeveniments per al daemon init, el mètode utilitzat per diversos sistemes operatius Unix-like per a fer tasques durant l'arrencada del sistema. Va ser programat per Scott James Remnant, un antic treballador de Canonical Ltd.

## Motivació
El daemon init tradicional és estrictament síncron, bloquejant futures tasques fins que l'actual s'haja completat. Les seues tasques han de ser definides per endavant, i només poden ser executades quan el daemon init canvia d'estat (quan la màquina arranca o s'apaga). Açò fa que no siga capaç de manejar de forma elegant diverses tasques en ordinador personals moderns.